# Doğuş Balbay
Doğuş Balbay (Istambul, 21 de janeiro de 1989) é um basquetebolista turco que atualmente joga pelo Anadolu Efes na Beko TBL e Euroliga